# Siloxerus pygmaeus
Siloxerus pygmaeus là một loài thực vật có hoa trong họ Cúc. Loài này được (A.Gray) P.S.Short miêu tả khoa học đầu tiên năm 1981.